# Bundeskanzler-Helmut-Schmidt-Stiftung
Die Bundeskanzler-Helmut-Schmidt-Stiftung (BKHS) ist eine der sieben überparteilichen Politikergedenkstiftungen der Bundesrepublik Deutschland. Sie wurde vom Deutschen Bundestag mit Wirkung zum 1. Januar 2017 errichtet, um „das Andenken an das politische Wirken Helmut Schmidts für Freiheit und Einheit des deutschen Volkes, für den Frieden und die Einigung Europas sowie für die Verständigung und Versöhnung unter den Völkern zu wahren“. Im Rahmen ihrer politischen Bildungsarbeit soll sie insbesondere jungen Menschen diejenigen Themen vermitteln, die Schmidt als Politiker und Publizisten beschäftigten (siehe Aufgaben). Als Denkfabrik gibt sie Impulse für einen wissensbasierten Diskurs, der demokratische Debatten fördern will.
Die Stiftung hat ihren Hauptsitz in der Hamburger Innenstadt und eine Außenstelle im ehemaligen Wohnhaus Schmidts im Stadtteil Langenhorn, in dem sich auch das private Helmut-Schmidt-Archiv befindet.

## Organisation

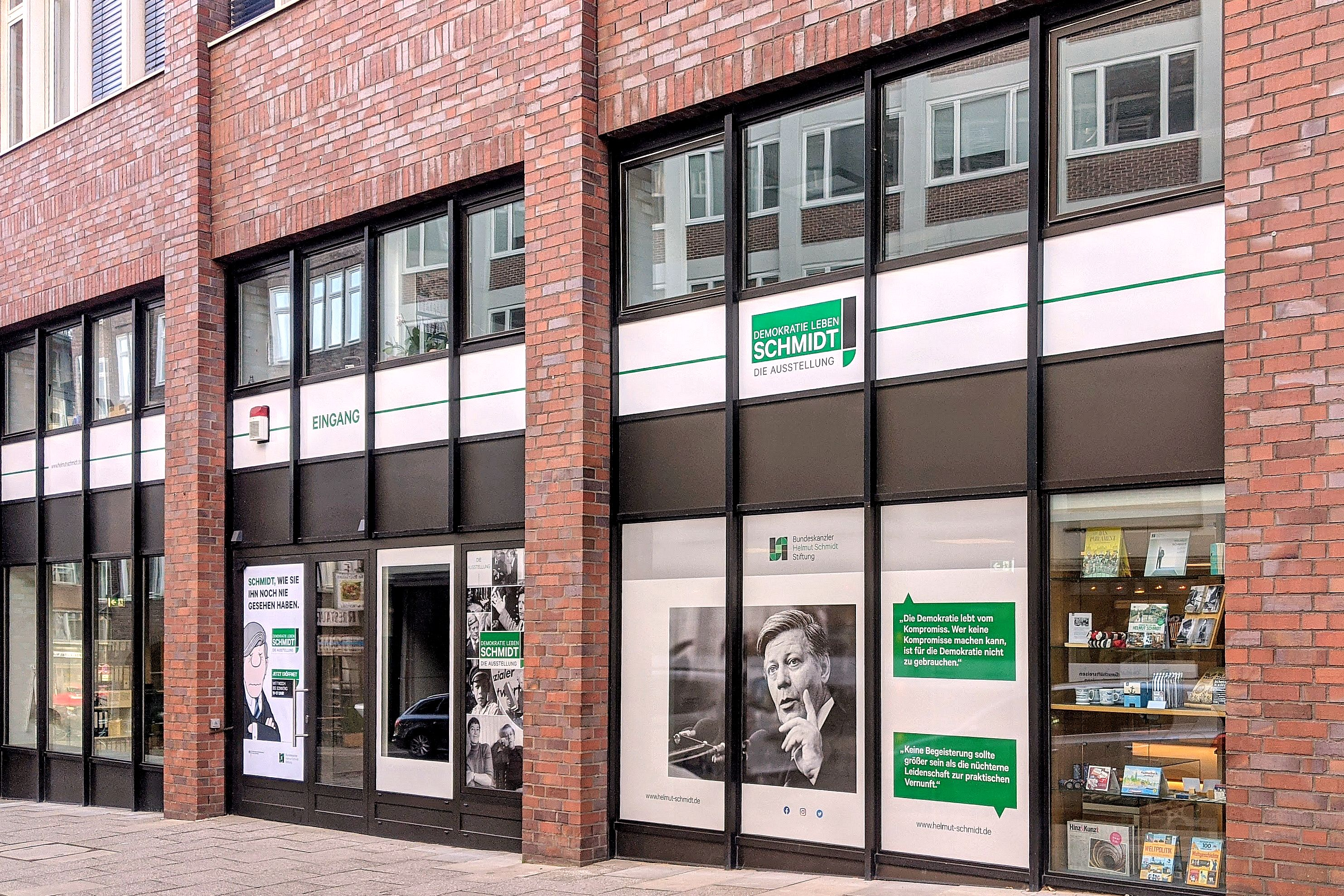
Hauptsitz der Stiftung in der Hamburger Innenstadt (Kattrepel 10)

Die BKHS ist eine bundesunmittelbare Stiftung des öffentlichen Rechts. Sie wird durch Zuschüsse aus dem Bundeshaushalt finanziert und untersteht der Rechtsaufsicht der Beauftragten der Bundesregierung für Kultur und Medien (BKM).
Stiftungsorgane sind das Kuratorium, dessen Mitglieder vom Bundespräsidenten für die Dauer von fünf Jahren bestellt werden, und der vom Kuratorium ernannte Vorstand. Dem Kuratorium gehören derzeit Peer Steinbrück (Vorsitz), Matthias Naß, Katrin Budde, Herlind Gundelach, Johannes Kahrs und Constanze Stelzenmüller an. Stellvertreterinnen sind Luise Amtsberg, Niels Annen, Edelgard Bulmahn,  Manuel Hartung, Olaf Schulz-Gardyan (Sohn des früheren Bürgermeisters Peter Schulz) und Katja Suding.
Vorstandsvorsitzender und Geschäftsführer ist seit 1. Juli 2019 der Historiker Meik Woyke, ehrenamtliche Vorstandsmitglieder sind außerdem Rainer Schulz und Bernd Neuendorf. Von 2017 bis 2019 hatten Stefan Herms und Knut Nevermann als ehrenamtliche Vorstände die Stiftungsgeschäfte geleitet. 

## Aufgaben

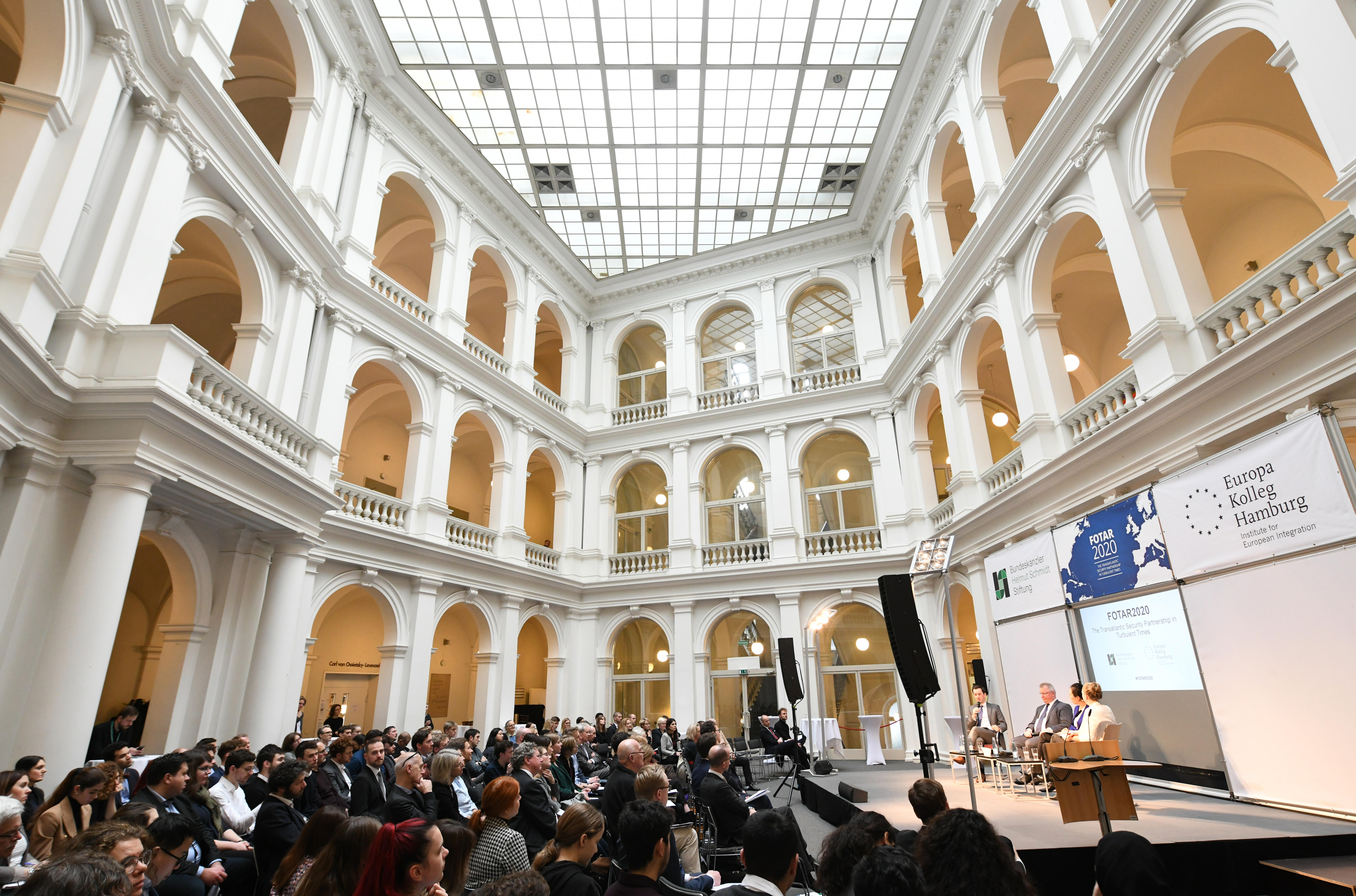
Fachtagung der Bundeskanzler-Helmut-Schmidt-Stiftung im Lichthof der Staats- und Universitätsbibliothek Hamburg im Januar 2020

Die Stiftung soll laut Errichtungsgesetz
1. einen Beitrag zum Verständnis der Zeitgeschichte und der weiteren Entwicklung der Bundesrepublik Deutschland sowie
2. zur Aufarbeitung, Darstellung und Weiterentwicklung der Verantwortung Deutschlands in der Außen-, Sicherheits- und Wirtschaftspolitik im europäischen und globalen Umfeld leisten
3. Sie soll ferner dazu beitragen, die Kenntnisse zu den geopolitischen und wirtschaftlichen Herausforderungen des 21. Jahrhunderts in Europa und der Welt zu vertiefen und zu erweitern.[1]

Neben der historischen Arbeit bestehen drei Programmlinien: „Europa und Internationale Politik“, „Globale Märkte und soziale Gerechtigkeit“ und „Demokratie und Gesellschaft“. Sie greifen thematische Impulse aus Helmut Schmidts Biografie auf und beschäftigen sich mit aktuellen politischen Fragen der Gegenwart. 
Ein besonderes Augenmerk gilt dabei der Zukunft der transatlantischen Beziehungen: Hierzu veranstaltet die Stiftung die regelmäßig alle zwei Jahre stattfindende wissenschaftliche Fachtagung „Future of Transatlantic Relations“ (FOTAR). Zusammen mit dem German Marshall Fund setzte sie eine hochkarätig besetzte Expertenkommission ein, die im Herbst 2020 umfangreiche Empfehlungen vorlegte. Die BKHS veröffentlicht zudem eine eigene Reihe mit sogenannten Policy Briefs unter dem Titel BKHS-Blickwinkel bzw. BKHS Perspective. Gemeinsam mit der Friedrich-Ebert-Stiftung hat die BKHS eine „Global Expert Group on Conflict Resolution and Peacebuilding“ gegründet. Das Netzwerk mit Experten aus Wissenschaft, Zivilgesellschaft und Politik legte im Februar 2024 einen Report zur Zukunft der Friedensförderung vor.
Seit 2021 findet jährlich am Todestag von Helmut Schmidt (10. November) die Helmut Schmidt Lecture in Berlin statt. Erste Rednerin war 2021 die belarussische Oppositionsführerin Swjatlana Zichanouskaja, 2022 folgte die türkische Menschenrechtlerin Hatice Cengiz, 2023 übernahm Moritz Schularick, Präsident des Kiel Instituts für Weltwirtschaft.  
Gemeinsam mit der Wochenzeitung Die Zeit und The New Institute verleiht die Stiftung jährlich den Helmut-Schmidt-Zukunftspreis an eine internationale Persönlichkeit für ihre innovativen Leistungen in den Bereichen Demokratie, Gesellschaft und Technologie. Eng damit verbunden organisierte die Stiftung seit 2023 gemeinsam mit der Zeit und der Leuphana Universität Lüneburg ein Helmut-Schmidt-Zukunftsfestival. Seit Frühjahr 2024 tourt die Wanderausstellung „#Challenging Democracy“ durch Deutschland: Nach ihrer Premiere im Deutschen Bundestag in Berlin (April/Mai 2024) ist sie bis September 2024 in der Friedrich-Ebert-Stiftung in Bonn zu sehen, als weitere Stationen sind Leipzig und Rostock geplant.
Die Stiftung kooperiert mit der 1992 gegründeten privaten Helmut und Loki Schmidt-Stiftung (HLS), in Archivfragen außerdem mit dem Archiv der sozialen Demokratie der  Friedrich-Ebert-Stiftung und dem Bundesarchiv. 

## Standorte

### Helmut-Schmidt-Forum
Am Hauptsitz in der Hamburger Innenstadt unterhält die Stiftung das Helmut-Schmidt-Forum, in dem neben Ausstellungen und Führungen auch regelmäßig Lesungen, Vorträge und Diskussionsveranstaltungen angeboten werden. Am 7. Dezember 2018 eröffnete hier die erste Fotoausstellung „100 Jahre in 100 Bildern“, die bis März 2020 zu sehen war. Die für den 10. November 2020 (den fünften Todestag Schmidts) geplante feierliche Eröffnung der Dauerausstellung „Schmidt! Demokratie leben“ musste wegen der Covid-Pandemie zunächst ausfallen. Im kleinen Rahmen und anfangs noch unter den Bedingungen der Pandemie öffnete sie schließlich am 19. Juni 2021 ihre Türen für das Publikum.

### Wohnhaus in Langenhorn

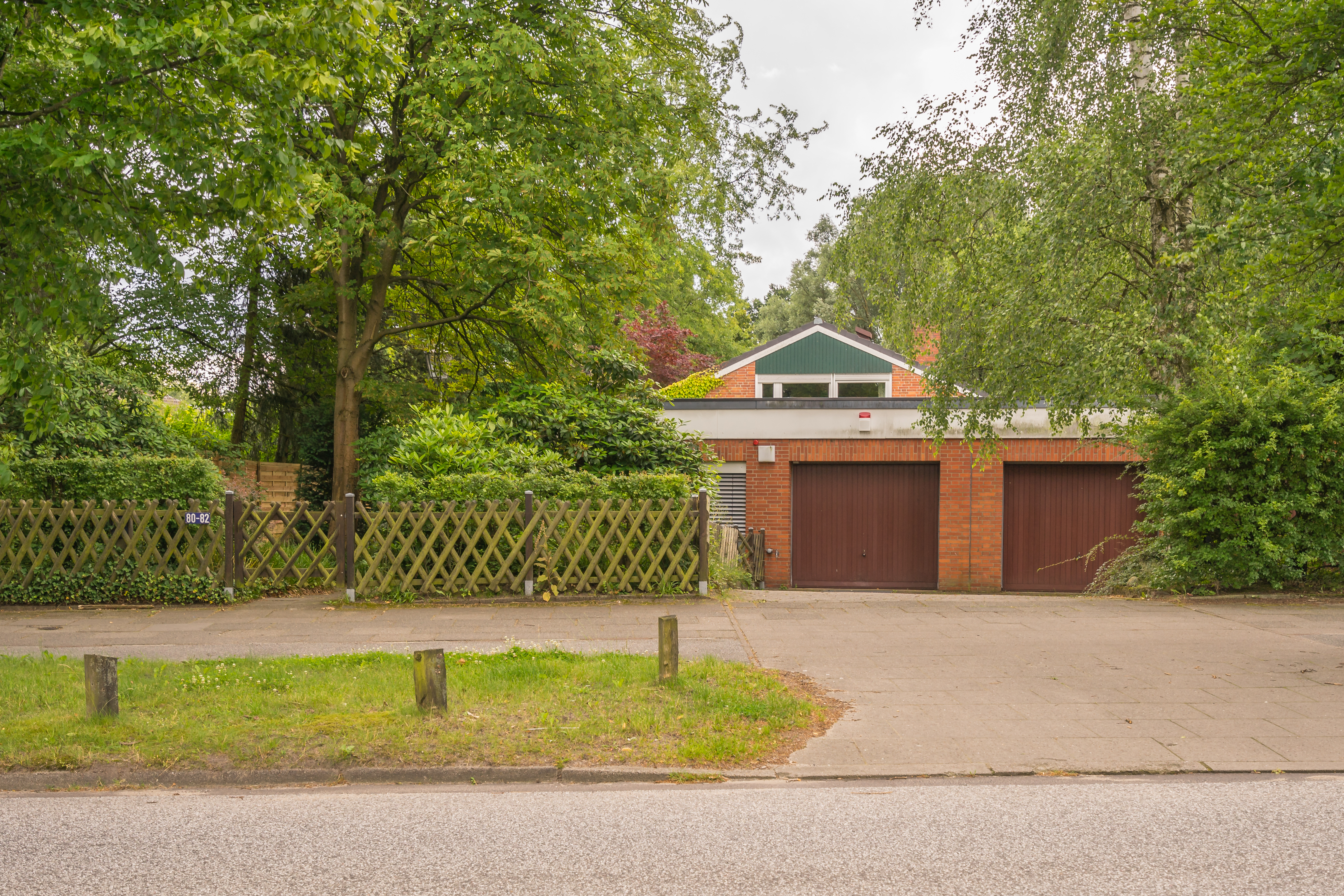
Wohnhaus Schmidt in Langenhorn, Ansicht von der Straße

Im Dezember 1961 bezogen Helmut und Loki Schmidt mit ihrer Tochter Susanne ein Haus in Hamburg-Langenhorn. Hier empfing Helmut Schmidt Freunde, Politiker und Künstler; zu seinen Gästen zählten u. a. Valéry Giscard d’Estaing, Henry Kissinger, Juan Carlos I., Leonid Breschnew, Oskar Kokoschka sowie die Mitglieder der von Schmidt begründeten „Freitagsgesellschaft“.
Nach Schmidts Tod am 10. November 2015 erbte die von den Eheleuten bereits 1992 gegründete private Helmut und Loki Schmidt-Stiftung die Liegenschaft, die als authentischer Geschichtsort erhalten werden soll. Aufgrund der räumlichen Beschaffenheit sind Führungen hier nur in begrenztem Umfang möglich und werden ausschließlich über die BKHS angeboten. Ein virtueller Rundgang und ein von der BKHS herausgegebener Bildband geben darüber hinaus allen Interessierten die Möglichkeit, des Kanzlers Privathaus kennenzulernen.
Das Haus ist einer von vier „Orten der deutschen Demokratiegeschichte“ in Hamburg.

### Helmut Schmidt-Archiv

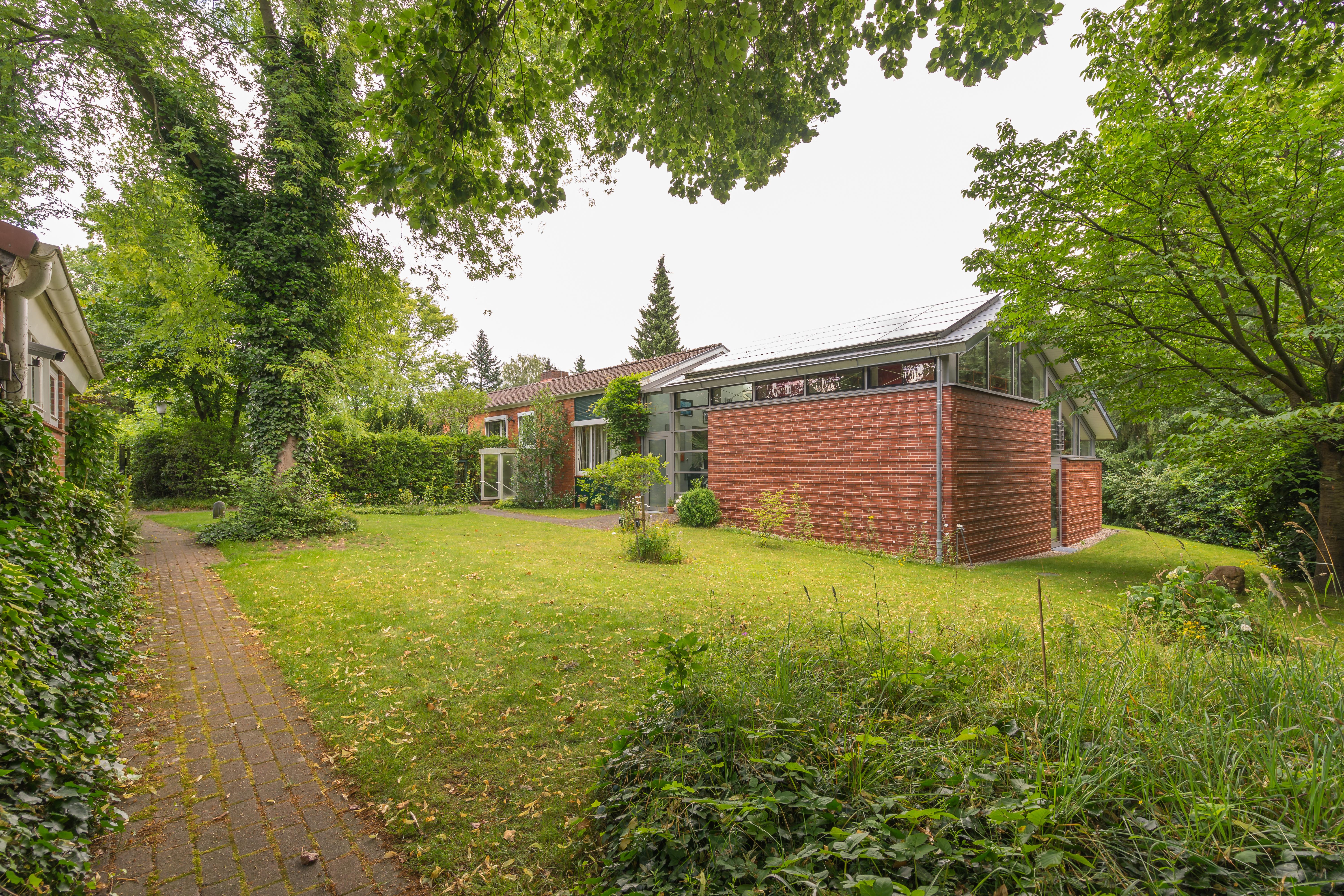
Anbau des Helmut-Schmidt-Archivs in Langenhorn

Ebenfalls in Langenhorn befindet sich das Helmut-Schmidt-Archiv, das die privaten Nachlässe von Helmut und Loki Schmidt, ihres engen Freundes Karl Wilhelm Berkhan sowie von Helmut Schmidts Bruder Wolfgang Schmidt (1921–2006) verwahrt. Es umfasst über 3.500 Akteneinheiten, 284 Fotoalben und eine umfangreiche Bibliothek. Nachdem Schmidt bereits 1978 ein kleines Bibliotheksgebäude hatte anbauen lassen, erwarben die Schmidts 1992 die benachbarte Doppelhaushälfte zur Unterbringung des Archivs. 2006/07 erfolgte ein weiterer Anbau, seitdem lagern die Nachlässe in einem eigenen Magazinraum.
Das Archiv gehört ebenfalls der privaten Helmut und Loki Schmidt -Stiftung. Mitarbeiter der BKHS erschließen und verzeichnen die hier verwahrten Nachlässe und schaffen so die Voraussetzungen für ihre öffentliche Nutzung. 